# جایزه بزرگ فرانسه ۱۹۶۸
جایزه بزرگ فرانسه ۱۹۶۸ (انگلیسی: ‎1968 French Grand Prix‎) یک مسابقهٔ موتوری در رشتهٔ اتومبیل‌رانی فرمول یک بود که در تاریخ ۷ ژوئیهٔ ۱۹۶۸ در قوایه-لیس-سارتس واقع در روان، فرانسه برگزار شد. این گراند پری در میان ۱۲ گراند پری در فصل ۱۹۶۸، مسابقهٔ شمارهٔ ۶ بود.
در این مسابقه که در ۶۰ دور و به مسافت ۳۹۲٫۵۲۰ کیلومتر (۲۴۳٫۹۰۱ مایل) برگزار شد، پول پوزیشن توسط جوهن رایندت کسب شد و سریع‌ترین زمان برای طی یک دور پیست که برابر با ۲:۱۱٫۵ بود نیز توسط پدرو رودریگز به ثبت رسید.
ژاکی ایکس از تیم فراری، جان سرتیز از تیم هوندا و جکی استوارت از تیم ماترا-فورد به‌ترتیب مقام‌های اول تا سوم مسابقه را کسب کردند.

## رده‌بندی قهرمانی پس از مسابقه
|       | جایگاه | راننده       | امتیاز |
| ----- | ------ | ------------ | ------ |
|       | ۱      | گراهام هیل   | ۲۴     |
| ۶     | ۲      | ژاکی ایکس    | ۱۶     |
| ۱     | ۳      | جکی استوارت  | ۱۶     |
| ۱     | ۴      | دنی هیولم    | ۱۲     |
| ۱     | ۵      | پدرو رودریگز | ۱۰     |
| منبع: |        |              |        |

|       | جایگاه | سازنده      | امتیاز |
| ----- | ------ | ----------- | ------ |
|       | ۱      | لوتوس-فورد  | ۲۹     |
|       | ۲      | مک‌لارن-فورد | ۱۹     |
| ۲     | ۳      | فراری       | ۱۹     |
|       | ۴      | ماترا-فورد  | ۱۹     |
| ۲     | ۵      | بی‌آرام      | ۱۷     |
| منبع: |        |             |        |

یادداشت
- تنها پنج جایگاه نخست از هر رده‌بندی نمایش داده شده‌است.